# Will Champlin
William Bradford Champlin (nascido 24 de abril de 1983), mais conhecido como Will Champlin, é um cantor norte-americano, que ficou famoso por ter participado da quinta edição da versão norte-americana do programa The Voice. Ele terminou na terceira colocação, atrás da vice-campeã Jacquie Lee e da vencedora Tessanne Chin.

## Vida pessoal
Will Champlin é o filho mais novo de Tamara e Bill Champlin, ex-membro da banda Chicago, entre os anos de 1981 e 2009. Will se formou na Berklee College of Music, em Boston, no estado de Massachusetts. Ele é casado e tem uma filha.

## Antes doThe Voice
Antes de participar do The Voice, Champlin teve maior êxito na carreira musical como compositor, instrumentista e backing vocal. Em 2010, ele tocou piano na canção "(I Like) The Way You Love Me", do álbum póstumo Michael, de Michael Jackson. Champlin também colaborou como compositor na música "Ordinary Me", do álbum Audience of One, da cantora Heather Headley, que foi premiado com o Grammy de melhor álbum gospel R&B contemporâneo, em 2010.

## The Voice
No dia 1 de outubro de 2013, a audição às cegas (em inglês, blind auditions) de Champlin foi ao ar nos Estados Unidos. Ele cantou "Not Over You", de Gavin DeGraw, e foi aprovado pelos técnicos Blake Shelton, Cee Lo Green e Adam Levine, a quem escolheu.

### Performances e resultados
– A versão em estúdio da apresentação de Will alcançou o Top 10 de vendas no iTunes
| Episódio         | Canção                                      | Artista original | Ordem | Resultado                                                        |
| ---------------- | ------------------------------------------- | ---------------- | ----- | ---------------------------------------------------------------- |
| Blind Audition   | "Not Over You"                              | Gavin DeGraw     | 4.1   | Blake, Cee Lo e Adam viraram. Escolheu Adam Levine como técnico. |
| Battle Round     | "Radioactive" (vs. James Wolpert)           | Imagine Dragons  | 3.6   | Derrotado Salvo por Christina Aguilera                           |
| Knockout Round   | "When I Was Your Man" (vs. Matthew Schuler) | Bruno Mars       | 2.8   | Derrotado Salvo por Adam Levine                                  |
| Playoffs Ao Vivo | "Secrets"                                   | OneRepublic      | 1.7   | Salvo pelo técnico                                               |
| Top 12           | "Demons"                                    | Imagine Dragons  | 12    | Salvo pelo público                                               |
| Top 10           | "Love Me Again"                             | John Newman      | 3     | Salvo pelo público                                               |
| Top 8            | "At Last"                                   | Etta James       | 6     | Salvo pelo público                                               |
| Top 6            | "A Change Is Gonna Come"                    | Sam Cooke        | 4     | Salvo pelo público                                               |
| Top 6            | "Hey Brother"                               | Avicii           | 10    | Salvo pelo público                                               |
| Top 5            | "Carry On"                                  | Fun.             | 2     | Salvo pelo público                                               |
| Top 3            | "Not Over You"                              | Gavin DeGraw     | 2     | Terceiro colocado                                                |
| Top 3            | "Tiny Dancer" (com Adam Levine)             | Elton John       | 6     | Terceiro colocado                                                |
| Top 3            | "(Everything I Do) I Do It for You"         | Bryan Adams      | 8     | Terceiro colocado                                                |

## Discografia

### Álbuns de estúdio
| Ano  | Detalhes | Melhores posições |
| Ano  | Detalhes | EUA               |
| ---- | --- | ----------------- |
| 2008 | Will Champlin - Lançamento: 10 de janeiro de 2008 - Gravadora: Goldmine Records - Formatos: download digital | —                 |
| 2014 | Borrowing Trouble - Lançamento: 21 de junho de 2014 - Álbum independente - Formatos: CD, download digital    | —                 |

### Álbuns doThe Voice
| Ano  | Detalhes | Melhores posições | Melhores posições | Melhores posições |
| Ano  | Detalhes | EUA               | EUA Heat          | CAN               |
| ---- | --- | ----------------- | ----------------- | ----------------- |
| 2013 | The Voice: The Complete Season 5 Collection (The Voice Performance) - Lançamento: 17 de dezembro de 2013 - Gravadora: Republic Records - Formatos: download digital | —                 | 29                | —                 |

### Singles
| Ano  | Single               | Melhores posições | Certificações | Álbum             |
| Ano  | Single               | EUA               | Certificações | Álbum             |
| ---- | -------------------- | ----------------- | ------------- | ----------------- |
| 2014 | "Last Man Standing"  | —                 |               | Borrowing Trouble |
| 2014 | "Eye of the Pyramid" | —                 |               | Borrowing Trouble |

### Singles doThe Voice
| Ano                                                   | Single                              | Melhores posições | Melhores posições | Melhores posições | Melhores posições | Melhores posições | Melhores posições | Melhores posições | Melhores posições |
| Ano                                                   | Single                              | EUA               | EUA Rock          | EUA Heat          | EUA Digital       | Pop Digital       | Rock Digital      | CAN               | CAN Digital       |
| ----------------------------------------------------- | ----------------------------------- | ----------------- | ----------------- | ----------------- | ----------------- | ----------------- | ----------------- | ----------------- | ----------------- |
| 2013                                                  | "Secrets"                           | —                 | —                 | —                 | —                 | 30                | —                 | —                 | —                 |
| 2013                                                  | "Demons"                            | —                 | 45                | —                 | —                 | —                 | 18                | —                 | —                 |
| 2013                                                  | "Love Me Again"                     | —                 | —                 | —                 | —                 | 46                | —                 | —                 | —                 |
| 2013                                                  | "At Last"                           | 83                | —                 | 8                 | 25                | —                 | —                 | 73                | 43                |
| 2013                                                  | "A Change Is Gonna Come"            | —                 | —                 | —                 | —                 | 30                | —                 | —                 | —                 |
| 2013                                                  | "Hey Brother"                       | —                 | —                 | —                 | —                 | 33                | —                 | —                 | —                 |
| 2013                                                  | "Carry On"                          | 115               | 17                | —                 | 43                | —                 | 9                 | 97                | 67                |
| 2013                                                  | "Tiny Dancer" (com Adam Levine)     | 118               | —                 | —                 | —                 | 18                | —                 | 87                | 61                |
| 2013                                                  | "(Everything I Do) I Do It for You" | —                 | —                 | —                 | —                 | 21                | —                 | —                 | —                 |
| "—" denota que o single não entrou na tabela musical. |                                     |                   |                   |                   |                   |                   |                   |                   |                   |